# Eruga lineata
Eruga lineata är en stekelart som beskrevs av Henry Keith Townes, Jr. 1960. Eruga lineata ingår i släktet Eruga och familjen brokparasitsteklar. Inga underarter finns listade i Catalogue of Life.